# 西大寺鐵道
西大寺鐵道是曾存在於日本的鐵道公司，營運連接岡山縣岡山市與西大寺市（現已併入岡山市，位於岡山市東區）的鐵道。曾被稱為日本最後一條三英尺軌距（914毫米）的鐵路線。
由於服務範圍屬於岡山市區且無並行的巴士路線，直到停駛前都有相當高的客運量，雖然是輕便軌道，業績良好。 然而隨著1962年日本國鐵赤穗线伊部－東岡山區間開通，為避免與國鐵競爭而被強制廢止。
營運末期與子公司兩備巴士合併。

## 歷史
山阳铁道（现JR山阳本线）建成時，西大寺地區的航運交通便利，認為不需要興建鐵路。但甲午戰爭和日俄戰爭之後當地經濟快速發展，需要鐵路的呼聲越來越高。時任西大寺町長的山口誠孝與志同道合者規劃了西大寺輕便軌道，於1911年開始運營觀音-長岡區間。 
西大寺铁道是日本唯一採用914毫米軌距的輕便軌道；这种轨距常見於1900年代至1930年代九州北部盛行的马车铁路與台車軌道，但在本州，除了西大寺鐵道之外，战前只有石川縣的一處马车铁路採用。並不清楚西大寺鐵道為何採用此種軌距。
最初計畫將岡山市的終點站設在門田屋中納言，以便乘客轉乘三蟠鐵道與岡山電氣軌道 ，但後來路線並未進入市中心，終點站設在後樂園車站北側的蓬萊橋。這是因為無法建造跨越旭川的鐵路橋。乘客需要走過跨越旭川的蓬萊橋和鶴見橋，步行 10 分鐘抵達岡山電氣軌道番町線車站，轉乘電車到市中心。
但在岡山和西大寺之間的另一條大河百間川（旭川的溢洪道），則是直接切開了堤防讓鐵路通過，並設有閘門。當時管理河川的內務省與後繼單位建設省都反對在河道中設置妨礙水流的障礙物，但百間川本來就是旭川防洪工程的一部份，是平常不會有河水流過的溢洪道，所以獲得准許。如果旭川氾濫，需要緊急將河水分流至百間川時，就關閉閘門以封閉堤壩，列車則暫停運行。閘門的開關是由西大寺鐵道員工負責。
每年二月，「西大寺觀音院會陽」期間，所有的車輛都出動，以浩浩蕩蕩的長大編組運輸客人。據說在二次世界大戰之前乘客多到連車頂都擠滿了人，蒸汽機車難以拉動列車，所以在被編進列車裡面的動力客車上，也有司機負責在列車起動時操縱客車出力以協助行駛，可見當時的擁擠程度。

### 停駛後的賠償問題
除了一年以外，這條鐵路持續獲利直到停駛為止，成為歷史上唯一一條在盈利情形下廢止的輕便鐵路。戰後，預期國鐵將開通赤穗線，本路除了動力客車的引擎改造等工程以外，儘量節約投資。雖然也有人認為是為了停駛補償金，在會計制度上儘量呈現為盈餘狀態，但不可否認的是「西大寺觀音院會陽」的確對本路帶來巨大的收益。
戰前，既有的私人鐵路線因與國鐵路線競爭而廢線時，政府通常會根據其經營狀況支付廢止補償金。國鐵成為公營公司後，這個制度就停止了。赤穗鐵道因赤穗線相生－播州赤穗區間通車而停止營運， 但該公司最終也沒有收到任何補償。
赤穗線即將全線通車時，國鐵以赤穗鐵道為先例，拒絕給付補償金，失去獲利甚豐路線的兩備巴士自然強烈反對。本路線停駛後兩備巴士繼續抗議爭取，於1965年申請因國鐵路線開通而停駛的路線補償 ，最終於1966年獲得賠償。公司提出包括拆除路線等後續處理費用（2355萬日圓）在內的1億9804萬元日幣，但只給付了不到四成左右的73,291,091日元，扣除路線後續處理費用後補償金額還不到5000萬日元。
後來國鐵建設了高標準路線而使得地方私鐵被迫停駛的例子還有井原线（井原鐵道）、湖西线（江若铁道）、阿佐線（土佐電氣鐵道安芸線）等等。或許是因為本路的例子，其他各路停駛後，有部分的土地由日本鐵道建設公團購入－－儘管其中有不少土地並非公團所需要的－－而解決此問題，從此以後沒有私鐵利用該補償制度，該制度最終隨著1987 年4 月 1 日國鐵分割民營化而结束。

## 路線資料
- 營業距離：11.4km
- 軌距：914mm
- 站數：10（包括起點終點站）
- 複線區間：無（全線單線）
- 電化區間：無（全線非電化）
- 閉塞方式：路牌閉塞

- 车站名称、接續路線的名稱、位置等乃以停駛時為準。所有车站均位于冈山县。
  - 日本國鐵现為西日本旅客铁道。
  - 西大寺市现为冈山市东区。
  - 下表中，岡山市內的車站位置相當於現在的岡山市中區。
- 所有列車均為普通列車（停靠所有車站）。
- 列車交會... ◇・∧：可，｜：不可

| 站名       | 站間距離（公里） | 營運里程（公里） | 銜接路线                       | 交會 | 位於     |
| ---------- | ---------------- | ---------------- | ------------------------------ | ---- | -------- |
| 西大寺市站 | -                | 0.0              |                                | ◇    | 西大寺市 |
| 廣谷站     | 1.8              | 1.8              |                                | ◇    | 西大寺市 |
| 大多羅站   | 1.3              | 3.1              |                                | ｜   | 西大寺市 |
| 長利站     | 1.1              | 4.2              |                                | ｜   | 冈山市   |
| 財田站     | 1.3              | 5.5              | 日本国铁：山阳本线（东冈山站） | ◇    | 冈山市   |
| 大師站     | 1.7              | 7.2              |                                | ｜   | 冈山市   |
| 藤原站     | 1.4              | 8.6              |                                | ｜   | 冈山市   |
| 原尾岛站   | 0.5              | 9.1              |                                | ｜   | 冈山市   |
| 森下站     | 1.0              | 10.1             |                                | ◇    | 冈山市   |
| 后乐园站   | 1.3              | 11.4             |                                | ∧    | 冈山市   |

### 廢站
原尾島站：1912年1月28日（明治45年）開業，1914年11月5日（大正3年）關閉，1915年（大正4年）起，每年2月14日至19日間為臨時站。本站與其他站間的距離是全路中最短的，平常上下車的乘客很少，也沒有貨運，廢止並不造成不便。但每年二月中旬觀音院會陽時有許多旅客，作為臨時站營運。1923年7月1日（大正12年）廢止。距西大寺市站（當時稱為西大寺町站）9.4公里，其地點不同於本線停駛時的原尾島站。

## 車輛

### 蒸汽機車
開業時一舉由德國Orenstein & Koppel OHG購入五輛新造蒸汽機車，又從菊池軌道購入Hannoversche Maschinenbau AG製蒸汽機車，本路共有九輛蒸汽机车。
與附近其他私鐵相比，本路開通時準備的機車數量相當大（井笠鐵道路線長19.4公里，有3輛機車；下津井鐵道路線長21公里，有3輛機車）。這是因為一開始列車就以高密度運行，加上觀音院會陽的高峰運輸期（據說一天收入就相當一年收入的一大半），所以必須做好準備  。
這些機車的特點是具有外型特殊且極高的煙囪，以防止火花和煙灰落到乘客身上。由於路線並沒有隧道和陸橋，煙囪被一直加高，最後竟然達到與當時日本國鐵運作的大型蒸汽機車煙囪差不多的高度。過高的煙囪無法再獲得監管機構的批准，但從現存照片中所看到的高又形狀怪異的煙囪，顯示在獲得鐵道部批准之前就已經加高了。
甚至還有記載有段時間將煙囪朝水平方向延伸，連接到安裝在客車車頂上的水平煙囪，從客車尾部排出煙霧，這是日本前所未有的機制。但這種做法對於在列車兩端加掛或解連車廂，或是在端點站進行機回作業，都甚為不便，顯然很快就取消了。
引進內燃客車後不再以蒸汽機車為主力，9號機車於1941年報廢。戰後，更換了內燃客車的引擎以提高牽引力，同時蒸汽機車使用的煤炭價格飆升，因此1949年6月所有蒸汽机车都除籍。朝鲜战争時廢鐵價格高漲，1-8号车全部被拆解出售。
- 1 - 3 ：1910年製造，5噸井罐式機車，軸形式為0-4-0(B)，由 Koppel 製造。
- 4/5：1910 年製造的 7 噸水櫃式機車，軸形式為 0-4-0 (B)，由 Koppel 製造。
- 6/7：1913年製造（1926年從菊池鐵道購入），Koppel製造的7噸水櫃式機車，軸形式為0-4-0（B）。 4號和5號的汽缸尺寸和水箱容量不同。
- 8/9：1910年製造（1927年從菊池鐵道購入），Hanomarg製造的7噸水櫃式機車，軸形式為0-4-0（B）。

### 內燃客車
受井笠鐵道於1927年引進日本车輛所製造的「軌道自動車」影響，本路於1931年引進了內燃客車，成為客運列車的主力。

#### 單端式動力客车
首先引進的內燃客車是由大阪梅钵铁工廠所制造的两轴單端駕駛式半鋼體汽油客車，1931年製，共5輛，編為 KiHa 1-5 號。使用福特A 型水冷4衝程直列 4 缸引擎（出力40 HP/2,200 rpm），以鏈條傳動，驱动两个车轴。
本型車雖然是小型单端式內燃客車，但設計時就以能牽引一輛現有客車為目標，以求確保運輸能力。內燃客車长度4.4米，只能载客20人，但可牵引乘坐50人的客车（這对于輕便軌道來說算是相當大型的車輛）。非駕駛端有通道，供車掌通过检票。另外，考虑到在观音院會陽时將這些車輛編入列車由蒸汽机车牵引，加強了底盤強度使其與一般客車一樣堅固。
由於福特汽車當時是日本最受歡迎的汽車，故採用容易購入並取得零件的福特引擎；福特引擎先前就已經被其他地方的小型內燃客車採用。此外，梅钵铁工厂创始人梅钵安太郎的三子梅钵信三郎，创立的梅钵汽车公司，是當時福特汽車的关西地区经销商，也對採購福特引擎有利。
在戰爭期間福特引擎改用替代燃料 （瓦斯發生器），直到战后被丰田 6 缸引擎取代，使用了15年以上。雖然福特引擎出力不大，但本路路線相當平緩，就算是牵引客车也還能勝任。
引進內燃客車後，本路的班距最短為20分鐘，在戰前的非電氣化私營鐵路，這是異常密集的班距。这五辆单端內燃客車經過多次改装（包括前窗與動力系統），一直使用到停駛為止。這是因為車體尺寸雖然與762毫米軌距的窄軌車輛相當，但914毫米的特殊軌距，幾乎不可能購得二手車；國鐵赤穗線已有計畫延伸，而梅钵鐵工廠設計的車輛又堅固耐用，相當適合用於本路線。所以經過了更換引擎與傳動系統以後，這五輛車行駛了三十年與相當長的距離。 

#### 转向架式動力客车
此后， 1934年至1937年间共購入了三辆有转向架，兩端皆有駕駛台的大型汽油動力客車。顧慮到零件供應，这些车一樣使用福特汽车引擎，但因車身較大，所以配备了当时最新的V-8发动机（4冲程水冷、排氣量3.6L）。车身两端均設有篮形行李架。
梅鉢車輛於1934年生产的第一台转向架客車是KiHa 100，座位50人，長方形的车身類似既有 KiHa 1 號車的加长版，端面有三片窗戶。雖然有許多創新之處（如动力转向架和气軔），但也有許多設計過於獨特且常有故障。這輛車的紀錄甚少，唯一的照片是1940年从無動力转向架的对角侧拍摄的一张照片－－至少在底盤下方中央處看不到引擎；汤口彻認為它可能类似歌登簡易軌道上使用的動力客車採用後置引擎，但也有認為這輛車是將引擎直接安裝在轉向架上。但也有認為這輛車是將引擎直接安裝在轉向架上。 。問題叢生的 KiHa 100 在 1941 年拆除引擎當成客车，改為 Habo 23號車，並在1951 年报废，其車身一分為二，成為单端駕駛台動力客車KiHa 8 和 KiHa 10號。
後來在1936至1937年間購入的KiHa 6（日本車輛制造）和KiHa 7（川崎车輛制造），都採用一般方式，將引擎懸吊於底盤下方，也是日後的主力車。 KiHa 6號車體為方形，前端面有兩扇玻璃窗，車頂圓弧形；KiHa 7 號車則採用流線型的前方端面。兩輛車在車體兩端均設有大型行李台，方便載運自行車 。兩輛車的轉向架型式不同，但引擎與變速箱都裝在底盤下方，比KiHa100更實用。儘管西大寺鐵道路線相當平坦，但連續額定輸出28.1kW（≒37.5PS）的福特V8引擎仍嫌不足 ，戰後兩輛車改裝五十鈴DA45柴油引擎（水冷直列6缸5.1L），輸出90PS。

#### 一分為二的動力客車
如前述，KiHa 100 號車在战争期间拆除引擎改為客車，但在 1951 年又从中部切斷改装成两辆单端汽油车（KiHa 8 和 10）。这两輛车采用了與當時的单端動力客車类似的新型驱动系统，车头為流线型，有两个略微倾斜的车窗。
但KiHa 100 的车门之间有九個側窗，一分為二時車身配置便有不同。兩輛車側面分有四個與五個窗戶，KiHa 8 號車前端駕駛室改為流線型，乘客門位於前端駕駛室後方；KiHa 10號車將斷面處改為流線型的前端並設有駕駛台，而原KiHa 100的前部（包括大型行李架）保留在KiHa 10的後端。
这两辆车均使用五十铃TX卡车用汽油引擎（DG32型4冲程、液冷直列6缸4.4L，输出85PS/3,000rpm），使用鐵路車輛罕見的蝸輪傳動，变速箱传动比为 6.25:1，驅動後軸。

動力客車列表 （最初即無九號車）
- Kiha 1-5：1931年由梅钵铁工所制造，总重3.8吨，原為福特AA引擎，後改丰田6缸引擎，20座。 （1941年改用代用燃料，KiHa 3 - 5號車
- 於1948年更换引擎，KiHa 1、2號車於1950年更換引擎2）。
- Kiha 6：1936年日本車輛制造，总重11.5吨，福特V8引擎→五十铃DA45引擎，60座。 （1949年更换引擎）
- Kiha 7：1936年川崎車輛制造，总重11.5吨，福特V8引擎→五十铃DA45引擎，60座。 （1949年更换引擎）
- Kiha 100：1934年梅钵铁工所制造，总重8吨，福特V8引擎，50座。 （1941 年拆除引擎，1951 年改装为 KiHa 8、10。）
- Kiha 8/10：1951年由KiHa 100改装而成，总重5吨，五十铃6缸引擎，20座。

### 客车/货车
客车和货车都是木造，有转向架。货车有九辆棚车和六辆敞车。1926年，从菊池轨道购买了7辆转向架客车和3辆转向架篷车，其中Habo 22于1950年报废。原KiHa 100拆除引擎改為HaBo23後，于1951年报废改為KiHa 8.和10，但其他車輛一直使用到停駛  。
客车/货车详情
- Habo 1-15：载客量50人，重量4吨，1911年（1-10）和1913年（11-15）制造。 (Habo 4, 6, 11 - 15 设有自行车架)
- Habo 16/17：载客量50人，重量2.8吨，1917年制造，1926年从菊池轨道购得。
- Habo 18：载客量50人，重量2.8吨，1918年制造，1926年从菊池轨道购得。
- Habo 19/20：载客量50人，重量2.8吨，1917年制造，1926年从菊池轨道購入。
- Habo 21：载客量40人，重量：2.5吨，1911年制造，1926年从菊池轨道购得。
- Habo 22：载客量30人，重量2.25吨，1911年制造，1926年从菊池轨道购入。
- Habo 23：KiHa 100 拆除引擎作為客車時的編號。
- Wabo 1-4：載重4吨、自重3吨的篷車，1911年制造。
- Tobo 5-8、11、12：载重4噸，自重2.5噸的敞車，1913年（5-8）和1922年（11、12）制造。
- Wabo 9/10：載重4吨、自重3吨的篷車，1913年制造。
- Wakabo 13-15：載重4吨、自重2.2吨的篷車。1913年制造，1926年从菊池轨道购入。

客车制造廠：Habo 1-15、Habo 23（原KiHa 100） 為梅钵铁工所。从菊池軌道購入的车辆由加藤鐵工所製造。貨車除 Tobo 11 、12 号由該公司自行製造以外，皆由由加藤铁工所制造。
在本路停駛前（1962年3月），列車編組如下：
- A：KiHa 6 或 KiHa 7 單獨運轉（可容60人）。
- B：KiHa 8、KiHa 10、KiHa 1至5號車其中一輛、6辆客车（還可加貨車）（最多可容360人）
- C：KiHa 1至5号1辆车、1辆客车（最多70人）。
- D：KiHa 6、KiHa  7 、4 辆客车。 （最多320人）

僅在財田站辦理列車交會。货车仅行駛於西大寺和財田區間，D 编组在后乐园站摘掛两辆客车。
湯口徹在《鐵道巴士物語》指出，西大寺鐵道全面使用動力客車以後，一般只需要一輛轉向架動力客車，或是一輛單端式動力客車牽引列車就夠了。但在一年一度的会陽裸祭時，除一輛備用車外，所有的車輛都出動，通宵達旦運行。由轉向架動力客車與一輛單端式動力客車牽引三到四輛客車，以及單端式動力客車重連牽引四輛客車運行。沿途在三個地方會加減車廂。 

### 车辆数量变化
| 年度      | 機関車 | 内燃動車 | 客車 | 貨車 | 貨車 |
| 年度      | 機関車 | 内燃動車 | 客車 | 有蓋 | 無蓋 |
| --------- | ------ | -------- | ---- | ---- | ---- |
| 1912      | 5      |          | 10   | 4    | 4    |
| 1913      | 5      |          | 15   | 4    | 4    |
| 1914-1920 | 5      |          | 15   | 6    | 4    |
| 1921-1924 | 5      |          | 15   | 6    | 6    |
| 1925      | 7      |          | 22   | 9    | 6    |
| 1926-1930 | 9      |          | 22   | 9    | 6    |
| 1931-1935 | 9      | 5        | 22   | 9    | 6    |
| 1936-1937 | 9      | 8        | 22   | 9    | 6    |
| 1946      | 8      | 7        | 23   | 9    | 6    |
| 1948      | 8      | 7        | 23   | 9    | 6    |
| 1952      | 0      | 9        | 21   | 8    | 7    |
| 1955      |        | 9        | 21   | 9    | 6    |
| 1960      |        | 9        | 21   | 9    | 6    |

### 相關保存

#### 未能實現的紀念館
停駛後，在西大寺市站集合了最後運行的Kiha 6、7轉向架型柴油動力客車等各種代表性車輛。曾經有過保存車輛與興建紀念館的計畫，但隨著時間的流逝，兩備巴士公司內部曾參與西大寺鐵路的人數減少，計劃也就被遺忘了，留存的車輛任其腐朽。1970年代末，為了在西大寺站興建公車總站，大部分建築物被拆除。 雖然在1979年4月仍可見到KiHa 4、6號車以及一些車號不明的客車與貨車仍保留原樣（玻璃已經破碎），但到了1980年代中期KiHa 6號車屋頂脫落，車輛狀況極差，最後被解體，只留下原產銘牌和公司標誌。

#### KiHa 7号
當年與KiHa 6號車同為西大寺鐵道主力車輛的川崎車輛製 KiHa 7號車則倖存了下來，靜態保存在兩備巴士西大寺總站緑川洋一写真美術館前（也就是原鐵路西大寺市站），並有塗裝等定期維護。本車是現存唯一的914毫米軌距動力客車，也是戰前川崎車輛為私鐵製造的流線型動力客車，產量稀少，非常稀有，具有很高的技術資料價值，產業考古學會在2004年認定為「推薦産業遺産」。

#### 客車、貨車
岡山市北區的池田動物園裡，保存了1輛客車（Habo 13）和1輛貨車（Wa 3），以及不同軌距的井笠鐵道2號蒸汽機車（但據說應動物園的經營者池田家族的要求，編號改為3號）。還有客車被改造成牛窗海水浴場的房舍。

##### 百年紀念
於2009年3月13日至5月24日舉辦的第26屆全國城市綠化岡山博覽會，主要會場是岡山市東區西大寺地區，同時也舉辦了西大寺鐵道開業100週年和兩備集團創業100周年紀念。在西大寺巴士總站展出了許多平常難以見到的照片與展品，這是西大寺鐵道停駛42年以後規模最盛大的展覽。活動期間也開放KiHa 7號車內部供大眾參觀，並展示紙工藝品和舊線跡地圖－－也是首次詳細探討該廢棄路線的地圖。在公開之前還先整修KiHa 7 號的內部，復舊成退役時的原貌。大眾反應熱烈。
2010年7月31日，為紀念西大寺鐵道開通100週年及兩備集團成立100週年，行駛以KiHa 7為原型的「SAI巴士」。但由於其難以用於行駛岡山西大寺線，後轉由子公司東備巴士營運。

## 廢線跡與遺跡

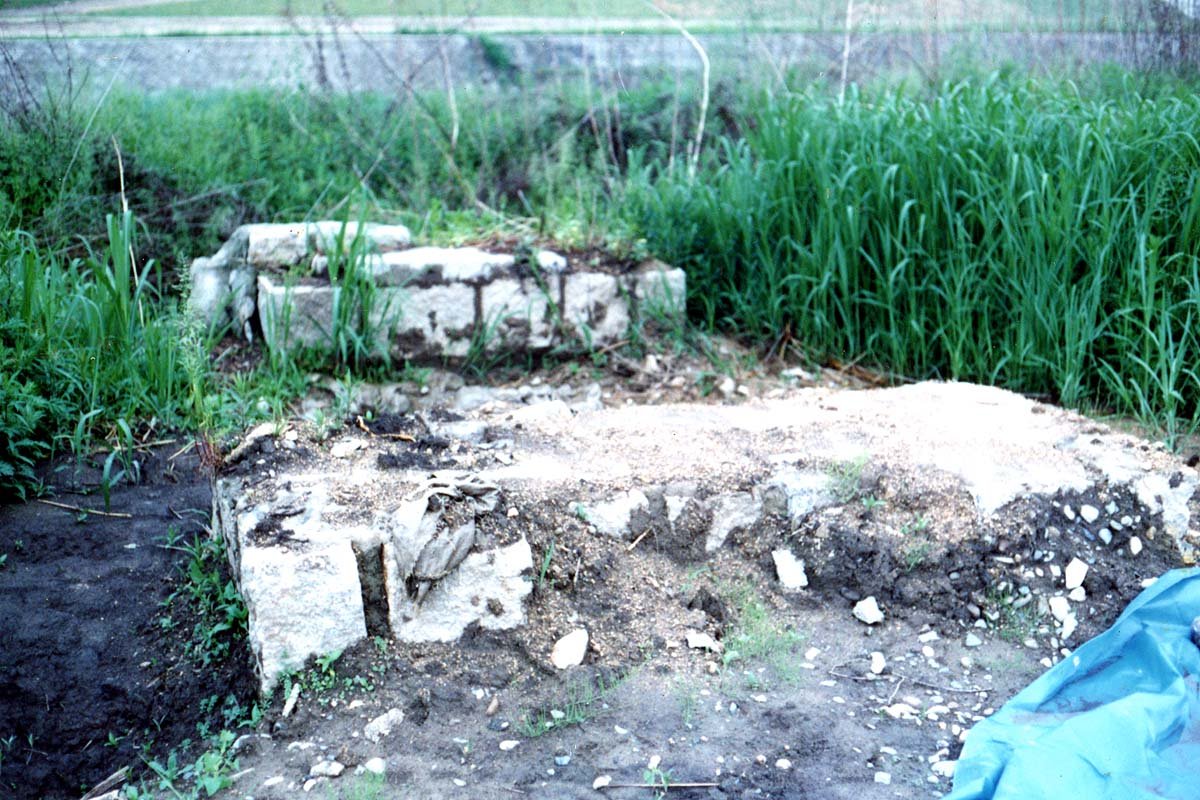
1993年整治百間川時發現的西大寺铁路桥台遗址。之後很快被拆除。

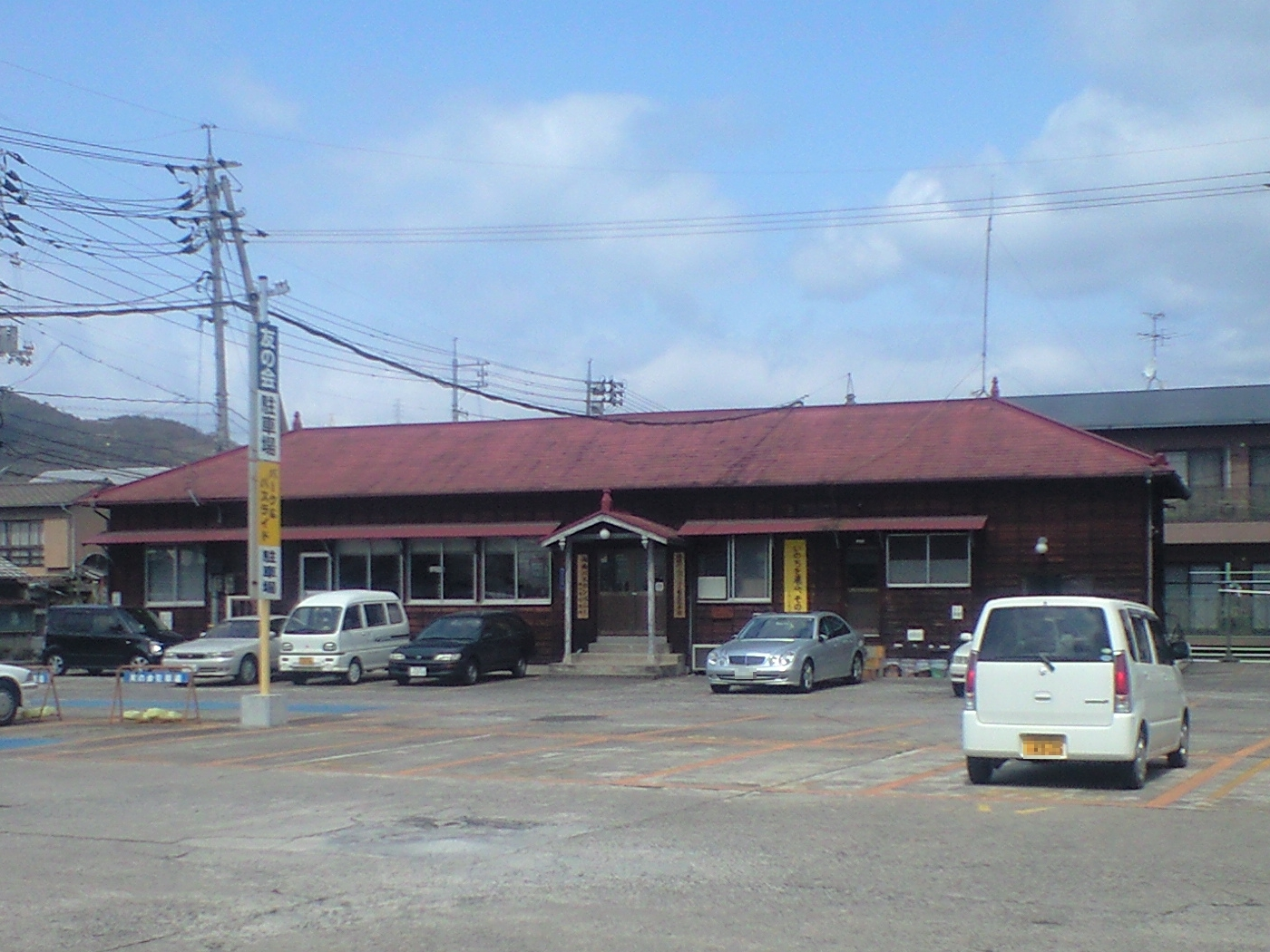
兩備控股／巴士公司西大寺营业所（原西大寺铁道本社大楼）， 2009 年 3 月 20 日

舊西大寺鐵路路線大部分成為公路（尤其是長岡和西大寺之間），部分出售或轉讓為住宅用地等私人用途（主要是後樂園至長岡之間）。後樂園、森下、西大寺等三個主要車站的舊址，現在分別為夢二鄉土美術館、兩備巴士車庫與宿舍、西大寺巴士總站。藤原站舊址改建為關係企業岡山交通的藤原營業所。

然而，主要車站之一的財田站並沒有改建為公車總站，可能是由於該周邊道路不佳。站房廢棄很久以後拆除，成為JR 西日本東岡山站前廣場與停車場的一部分。此外，財田站西側建設工業園區時整地後原西大寺鐵道路基已完全消失。大多羅站站房成為社區中心。.兩備巴士西大寺巴士總站附近的兩備控股／巴士公司西大寺營業所，是一棟單層木造建築，直到1955 年為止都是西大寺鐵道總部。據說還有計畫在KiHa7號車內設置畫廊，並將兩備控股／巴士公司西大寺營業所改裝為西大寺鐵道紀念館。
1. ↑  『鉄道ファン vol.218（1979年6月号』P97本文では2か所「キハ5」とあるが、筆者（田谷恵一）撮影の写真にはっきり「キハ4」とあり（P96の右下の写真）、単端式が2台残っている記述がないことや同じ雑誌の同じ号にある「レールバスものがたり」でもキハ4の方が残されている説明がある（湯口(1979) p.89、ただしこちらの記述では「<注：昭和>52年暮れに姿を消した」とある）ので本文側が番号誤植と判断した。